# Friedrich Karl zu Löwenstein-Wertheim-Freudenberg
Friedrich Karl Gottlob zu Löwenstein-Wertheim-Freudenberg (Wertheim, 29 luglio 1743 – Kreuzwertheim, 3 agosto 1825) è stato un principe e politico tedesco.

## Biografia
Friedrich Karl Gottlob zu Löwenstein-Wertheim-Freudenberg nacque il 29 luglio 1743. La sua famiglia apparteneva al ramo di fede evangelica della famiglia dei Löwenstein, i quali erano discendenti diretti (per matrimonio morganatico) di Federico I del Palatinato (1425-1476). Suo padre era il conte Carl Ludwig zu Löwenstein-Wertheim-Virneburg (29 settembre 1712 - 26 marzo 1779) e sua madre era Anna Charlotta Josephine Elisabetha Deym von Střítež (28 gennaio 1722 - 28 dicembre 1793).
Friedrich Karl iniziò la sua formazione con tutori privati e si pose successivamente al servizio di Federico II di Prussia come militare col rango di tenente a Berlino nel 1765. Venne congedato dall'esercito prussiano nel 1768 per motivi di salute e pertanto si dedicò all'amministrazione dei beni di famiglia.
Nel 1789 si recò a Parigi e lì vide l'inizio della Rivoluzione Francese.
Con il Trattato di Lunéville, i territori posti sulla riva sinistra del fiume Reno furono assegnati alla Francia e pertanto egli perse in quel frangente il possesso del feudo di Virneburg; al Reichstag di Ratisbona gli fu assegnato un risarcimento nel 1802. Nel 1806 perse anche il feudo di Löwenstein che venne concesso alla Francia con la Confederazione del Reno.
Il 16 febbraio 1816, con la morte del parente Johann Karl Ludwig zu Löwenstein-Wertheim-Freudenberg (1740-1816), Friedrich Karl ottenne la dignità di camerlengo superiore nel regno di Württemberg e nel 1818 ottenne un seggio ereditario nel Regno di Baviera a seguito della concessione, nel 1812, del titolo di principe da parte del re Massimiliano I di Baviera. Fu inoltre membro dell'Assemblea del Baden.
Morì di colera nel 1825 nella sua residenza a Kreuzwertheim.

## Matrimonio e figli
Il 25 marzo 1779, Friedrich Karl sposò a Grumbach la contessa Franziska Juliane (25 novembre 1744 - 30 dicembre 1820), figlia del conte Carl Walrad Wilhelm di Salm-Grumbach (1701-1763); la coppia ebbe insieme quattro figli:
- Charlotte Marie (13 marzo 1780 - 31 maggio 1780);
- Karl Ludwig Friedrich (26 aprile 1781 - 26 maggio 1852), compositore e amico di Friedrich Witt; con la sua morte senza eredi si estinse questa linea dei Löwenstein;
- Friedrich Christian Philipp (13 maggio 1782 - 2 agosto 1850);
- Friederike (n./m. 9 ottobre 1784).

Sua moglie fu particolarmente attiva come scrittrice e mantenne uno scambio di lettere con lo scrittore ed editore Friedrich Justin Bertuch a Weimar tra il 1794 e il 1802 . Parte della corrispondenza si trova oggi negli archivi Goethe e Schiller di Weimar.

## Ascendenza
|                                                              |   |                                             | Genitori                                           |  |  | Nonni |  |  | Bisnonni                                           |  |  | Trisnonni                                              |  |
|                                                              |   |                                             |                                                    |  |  |       |  |  | Federico Eberardo di Löwenstein-Wertheim-Virneburg |  |  | Federico Luigi, conte di Löwenstein-Wertheim-Virneburg |  |
|                                                              |   |                                             |                                                    |  |  |       |  |  | Federico Eberardo di Löwenstein-Wertheim-Virneburg |  |  | Federico Luigi, conte di Löwenstein-Wertheim-Virneburg |  |
|                                                              |   | Anna Edvige di Stolberg-Ortenberg           |                                                    |  |  |       |  |  | Federico Eberardo di Löwenstein-Wertheim-Virneburg |  |  |                                                        |  |
| Enrico Federico, conte di Löwenstein-Wertheim-Virneburg      |   |                                             |                                                    |  |  |       |  |  | Federico Eberardo di Löwenstein-Wertheim-Virneburg |  |  |                                                        |  |
|                                                              |   | Susanna Luisa Sofia di Hohenlohe-Waldenburg | Volfango Federico, conte di Hohenlohe-Waldenburg   |  |  |       |  |  |                                                    |  |  |                                                        |  |
|                                                              |   | Susanna Luisa Sofia di Hohenlohe-Waldenburg | Volfango Federico, conte di Hohenlohe-Waldenburg   |  |  |       |  |  |                                                    |  |  |                                                        |  |
|                                                              |   | Susanna Luisa Sofia di Hohenlohe-Waldenburg | Eva Cristina di Hohenlohe-Langenburg               |  |  |       |  |  |                                                    |  |  |                                                        |  |
| Giovanni Carlo Luigi, conte di Löwenstein-Wertheim-Virneburg |   | Susanna Luisa Sofia di Hohenlohe-Waldenburg |                                                    |  |  |       |  |  |                                                    |  |  |                                                        |  |
|                                                              |   | Volrado, conte di Limpurg-Speckfeld         | Giorgio Federico, conte di Limpurg-Speckfeld       |  |  |       |  |  |                                                    |  |  |                                                        |  |
|                                                              |   | Volrado, conte di Limpurg-Speckfeld         | Giorgio Federico, conte di Limpurg-Speckfeld       |  |  |       |  |  |                                                    |  |  |                                                        |  |
|                                                              |   | Volrado, conte di Limpurg-Speckfeld         | Maddalena Elisabetta di Hanau-Münzenberg           |  |  |       |  |  |                                                    |  |  |                                                        |  |
| Amöne Sofia di Limpurg-Speckfeld                             |   | Volrado, conte di Limpurg-Speckfeld         |                                                    |  |  |       |  |  |                                                    |  |  |                                                        |  |
|                                                              |   | Sofia Eleonora di Limpurg-Schmiedelfeld     | Giovanni Guglielmo, conte di Limpurg-Schmiedelfeld |  |  |       |  |  |                                                    |  |  |                                                        |  |
|                                                              |   | Sofia Eleonora di Limpurg-Schmiedelfeld     | Giovanni Guglielmo, conte di Limpurg-Schmiedelfeld |  |  |       |  |  |                                                    |  |  |                                                        |  |
|                                                              |   | Sofia Eleonora di Limpurg-Schmiedelfeld     | Maria Giuliana di Hohenlohe-Langenburg             |  |  |       |  |  |                                                    |  |  |                                                        |  |
| Federico Carlo, principe di Löwenstein-Wertheim-Freudenberg  |   | Sofia Eleonora di Limpurg-Schmiedelfeld     |                                                    |  |  |       |  |  |                                                    |  |  |                                                        |  |
|                                                              | … | …                                           |                                                    |  |  |       |  |  |                                                    |  |  |                                                        |  |
|                                                              | … | …                                           |                                                    |  |  |       |  |  |                                                    |  |  |                                                        |  |
|                                                              | … | …                                           |                                                    |  |  |       |  |  |                                                    |  |  |                                                        |  |
| Venceslao Giovanni Deym, barone di Stritez                   | … |                                             |                                                    |  |  |       |  |  |                                                    |  |  |                                                        |  |
|                                                              |   | …                                           | …                                                  |  |  |       |  |  |                                                    |  |  |                                                        |  |
|                                                              |   | …                                           | …                                                  |  |  |       |  |  |                                                    |  |  |                                                        |  |
|                                                              |   | …                                           | …                                                  |  |  |       |  |  |                                                    |  |  |                                                        |  |
| Anna Carlotta Deym di Stritez                                |   | …                                           |                                                    |  |  |       |  |  |                                                    |  |  |                                                        |  |
|                                                              |   | …                                           | …                                                  |  |  |       |  |  |                                                    |  |  |                                                        |  |
|                                                              |   | …                                           | …                                                  |  |  |       |  |  |                                                    |  |  |                                                        |  |
|                                                              |   | …                                           | …                                                  |  |  |       |  |  |                                                    |  |  |                                                        |  |
| Costanza Rosalia Prichovska z Prichovic                      |   | …                                           |                                                    |  |  |       |  |  |                                                    |  |  |                                                        |  |
|                                                              |   | …                                           | …                                                  |  |  |       |  |  |                                                    |  |  |                                                        |  |
|                                                              |   | …                                           | …                                                  |  |  |       |  |  |                                                    |  |  |                                                        |  |
|                                                              |   | …                                           | …                                                  |  |  |       |  |  |                                                    |  |  |                                                        |  |
|                                                              |   | …                                           |                                                    |  |  |       |  |  |                                                    |  |  |                                                        |  |